# Spirosphaera
Spirosphaera is een geslacht van schimmels uit de familie Tricladiaceae. De typesoort is Spirosphaera floriformis.

## Soorten
Volgens Index Fungorum telt het geslacht acht soorten (peildatum april 2022):
| Soortnaam                    | Auteur(s)                    | Publicatiejaar |
| ---------------------------- | ---------------------------- | -------------- |
| Spirosphaera beverwijkiana   | Hennebert                    | 1968           |
| Spirosphaera carici-graminis | Voglmayr                     | 1997           |
| Spirosphaera cupreorufescens | Voglmayr                     | 2004           |
| Spirosphaera dimorpha        | Marvanová & Bärl.            | 1998           |
| Spirosphaera floriformis     | Beverw.                      | 1953           |
| Spirosphaera keratinophila   | Udagawa & Uchiy.             | 1999           |
| Spirosphaera minuta          | Hennebert                    | 1968           |
| Spirosphaera verruculosa     | Abdullah, Y. Horie & Udagawa | 1986           |